# Стойка всадника

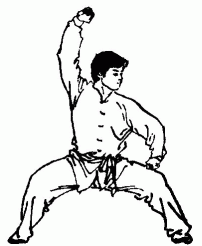
Киба-дати

Сто́йка вса́дника — статичная боевая стойка. Присутствует во многих видах восточных боевых искусств. Название происходит из-за схожести положения человека в этой стойке и положения всадника, сидящего на лошади.
Название «киба-дати» (яп. 騎馬立ち) используется в японских боевых искусствах (каратэ, айкидо и др.), в тхэквондо эта стойка называется «аннун-соги», в ушу — «mǎbù» (馬步). 

## Позиция

Положение стоп в киба-дати

Вид стойки киба-дати может несколько отличаться в различных стилях единоборств, однако общие принципы сохраняются:
1. Ступни ног должны быть параллельны, расстояние между ними — две ширины плеч (может быть несколько меньше или больше — в зависимости от стиля).
2. Спина прямая, перпендикулярна полу.
3. Голени перпендикулярны полу, бёдра находятся к полу под небольшим углом, в случае низкой стойки — параллельны полу.
4. Колени раздвинуты в стороны = врозь
5. Исходное положение рук определяется стилем и сильно варьируется, однако руки никогда не опираются на ноги.
6. Вес тела приходится на внутренние стороны стоп[1], равномерно распределяясь между обеими ногами.

Стойка киба-дати похожа на другую стойку — сико-дати (стойка борца сумо), которая отличается от киба-дати положением стоп: они развёрнуты в стороны под углом 45 градусов к линии взгляда.
Нахождение в киба-дати является довольно сложным упражнением. Неподготовленный человек может пробыть в этом положении не более одной минуты.

## Варианты стойки
- Используется три варианта стойки. Первый — фронтальный — используется по умолчанию, когда человек стоит лицом вперёд. Другие два положения предназначены для перемещения: «ён-дзю-го», когда человек находится под углом 45 градусов к линии перемещения, и «кю-дзю», когда человек стоит боком к линии перемещения.

## В массовой культуре
В художественном фильме «Пьяный мастер» в наказание за проступок отец заставляет главного героя простоять в стойке всадника пять часов.